# Hooligan's Holiday
"Hooligan's Holiday" är en sång från 1994 (inspelad 1993) av det amerikanska hårdrock / glam metalbandet Mötley Crüe.
Den finns med på albumet Mötley Crüe, och släpptes även som singel. 
Singeln nådde en tionde placering på Mainstream Rock Tracks chart, en trettiosjätte (#36) placering på brittiska singellistan samt en trettiofjärde (#34) placering på den Sverigetopplistan. (Det är hittills enda gången som Mötley Crüe kommit in på den listan).
Singeln gavs ut i en rad olika format, förutom som CD kom den även som 7"-vinyl och 12"-vinyl. 12"-vinylen innehöll ett klistermärke med bandets nya logotyp.
Texten skrevs av bandets nye sångare John Corabi (som tillfälligt ersatt Vince Neil) och basisten Nikki Sixx. Musiken skrevs av Corabi, Sixx, trummisen Tommy Lee och gitarristen Mick Mars.

## Låtlista
1. "Hooligan's Holiday" (Brown Nose Edit)
2. "Hooligan's Holiday" (LP Version)
3. "Hypnotized"